# Grupa Armii Linsingena
Grupa Armii Linsingena  (niem. Herresgruppe Linsingen)  – związek operacyjny Armii Cesarstwa Niemieckiego.

## Formowanie i działania
W sierpniu 1914 rozwinięto w Niemczech do etatów wojennych związki operacyjne (armie). Celem koordynacji działań poszczególnych armii, utworzono wyższe związki operacyjne – grupy armii. Były to tymczasowe jednostki organizacyjne czasu wojny złożone ze zmiennej liczby armii, samodzielnych korpusów i dywizji, przy czym sztab jednej z armii pełnił funkcję sztabu całej grupy.
Zimą na 1915 na froncie wschodnim utworzono Grupę Armii Mackensena nadzorującą działania Armii Bugu i 11 Armii.  Na jej bazie powstała kolejna Grupa. Dowodzona przez gen. piech. Alexandra von Linsingena grupa armii została utworzona 8 września 1915 i koordynowała ona działania wojenne wojsk Osi przeciwko rosyjskiemu Frontowi Południowo-Zachodniemu w południowo-zachodniej Białorusi. 31 marca 1918 została przemianowana na Grupę Armijną „Eichhorn-Kijów”, a 1 maja  na GA Eichhorna dowodzoną przez feldmarszałka Hermanna von Eichhorna. Po zamachu na Eichhorna, od 13 sierpnia 1918 nosiła nazwę GA „Kijów”, a dowodzenie nad nią przejął gen. płk Günther von Kirchbach.

## Struktura organizacyjna
Skład w 1915:
- dowództwo grupy armii
- Armia Bugu
- austro-węgierska 4 Armia